# Carl Jaenisch
Carl Friedrich Andrèievitx von Jaenisch (11 d'abril de 1813, Vyborg, Gran Ducat de Finlàndia - 7 de març de 1872, Sant Petersburg) va ser un matemàtic, i jugador i teòric dels escacs russo-finès. En els anys 1840, era considerat com un dels millors jugadors del món. Analitzà (juntament amb Alexander Petrov) la defensa Petrov i el gambit Schliemann-Jaenisch.

## Biografia
Jaenisch havia començat la carrera militar a Finlàndia, i assolí el grau de Major, però aviat va mudar-se a Rússia per ensenyar Mecànica clàssica a Sant Petersburg. Va deixar l'exèrcit el 1838 per dedicar-se als escacs i les matemàtiques, dues disciplines que ell creia que estaven fermament relacionades, i a les quals dedicà la seva vida.

### Escriptor d'escacs i matemàtica
Va escriure tots els seus treballs en francès, sobre tres grans àrees temàtiques relacionades: escacs i matemàtiques, escacs i reglament, i anàlisi d'obertures. El 1837 publicà a Sant Petersburg el llibre Découvertes sur le cavalier (aux échecs), que provava de relacionar escacs i matemàtica. El 1842 va publicar el llibre Analyse nouvelle des Ouvertures du jeu des echecs, una obra en dos volums que és considerada com una de les pioneres en iniciar l'estudi de la moderna teoria de les obertures d'escacs, amb una àmplia anàlisi de la defensa Petroff.
El 1862-63 va publicar la seva obra principal: Traité des applications de l'analyse mathématique au jeu des échecs, en tres volums.

## Resultats destacats en competició
Entre 1838 i 1839, va jugar un matx per correspondència contra Lionel Kieseritzky - inacabat, perquè Kieseritzky es va haver de mudar a París. El 1849 va jugar un matx a Sant Petersburg contra Ilya Shumov, guanyant Jaenisch amb 2 victòries i una derrota. Jaenisch, considerat com un dels millors mestres russos del moment, va ser convidat (juntament amb Alexander Petrov i Ilya Shumov), a participar en el Torneig Internacional de Londres de 1851, però hi va arribar tard, i va haver de conformar-se a jugar un matx contra Howard Staunton, el qual va perdre (+2 =1 -7). Tres anys més tard, va perdre novament contra Ilya Shumov (+3 =4 -5).

## Partida destacada
Ilya Shumov vs Carl Jaenisch, San Petersburg, 1852. (Partida a chessville.com Arxivat 2012-10-26 a Wayback Machine.)
1.e4 e5 2.f4 exf4 3.Ac4 Dh4+ 4.Rf1 g5 5.Cc3 Ag7 6.d4 d6 7.Cb5 Rd8 8.e5 Cc6 9.Cf3 Dh5 10.h4 h6 11.b4 Cge7 12.Cxc7 Rxc7 13.exd6+ Rxd6 14.b5 Ca5 15.Aa3+ Rd7 16.Ce5+ Axe5 17.Dxh5 Cxc4 18.Axe7 Ce3+ 19.Rf2 Rxe7 20.hxg5 Ag4 21.Dh4 Axd4 22.gxh6+ Rf8 23.Dg5 Cf5+ 24.Re1 Te8+ 25.Rd2 Tg8 26.Dxf5 Ae3+ 0-1